# Łukasz Noskowski
Łukasz Noskowski herbu Nałęcz (ur. 1475, zm. 28 marca 1532) – rektor Uniwersytetu Jagiellońskiego w latach 1526–1527.

## Życiorys
Urodził się w 1475 roku. W 1526 roku objął funkcję rektora Uniwersytetu Jagiellońskiego. Funkcję tę przestał pełnić w 1527 roku. Zmarł 28 marca 1532 roku.